# Cratere Nutsa
Nutsa  è un cratere sulla superficie di Venere.